# Godzilla – Kampf der Sauriermutanten
Godzilla – Kampf der Sauriermutanten (jap. ゴジラvsモスラ, Gojira tai Mosura) ist ein japanischer Riesenmonsterfilm (Kaiju Eiga). Er ist der finanziell erfolgreichste Film der Heiseireihe. Regie führte der ehemalige Regieassistent von Kōji Hashimoto (Godzilla – Die Rückkehr des Monsters), Takao Okawara. Der Film wurde in Deutschland am 25. November 1993 auf Video veröffentlicht.

## Handlung
Als im Pazifischen Ozean, nahe der Ogasawara-Inseln, ein großer Meteorit einschlägt, kommt die Natur nicht mehr zur Ruhe. Es folgen Taifune und Regenstürme.
Währenddessen wurde der Schatzräuber Takuya Fujito erwischt und eingesperrt. Doch er würde freikommen, wenn er mit Kenji Andoh und seiner Ex-Frau Masako die Folgen des Einschlages auf einer Insel untersuchen würde.
Schließlich entscheidet er sich, die beiden zu begleiten. Auf der Insel angekommen, passieren ihnen nur Missgeschicke. Doch dann entdeckt Takuya eine Höhle mit geheimnisvollen Wandmalereien und ein großes buntes Ei sowie die beiden Cosmos. Die beiden Feenzwillinge erzählten ihnen, dass das Ei Mothra gehöre, und sie vor tausenden Jahren gegen Battra gekämpft habe. Battra, der von dem Meteoriteneinschlag geweckt wurde, macht sich auf dem Weg nach Japan. Als er die Hafenstadt Nagoya erreicht, kann ihn die Armee nicht mehr aufhalten. Doch so schnell er kam, so schnell ist er auch wieder verschwunden.
Inzwischen hat man beschlossen, das Riesenei mit nach Japan zunehmen. Doch Masako und Takuya wissen nicht, dass das Ei für den geldgierigen Konzern der Tomo Company ist. Nicht nur Battra wurde von dem Meteoriteneinschlag zu neuem Leben erweckt, auch Godzilla taucht auf, und will sich an dem Ei vergreifen. Plötzlich schlüpft aus dem Ei die Mothra Larve aus und ist vor den Angriffen von Godzilla nicht geschützt. Zum Ärger der Cosmos taucht nun auch noch Battra auf, der sich sofort mit Godzilla anlegt. Die beiden vergessen in ihrem Unterwasserkampf Mothra, die sich schnell aus dem Staub macht.
Die beiden Riesen lösen in ihrem Kampf einen Vulkanausbruch unter Wasser aus, der die beiden verschluckt. Da nun das Ei weg ist, entschließt sich Andoh die beiden Cosmos zu verschleppen und – anstatt das Ei – die beiden an seiner Firma zu verkaufen.
Nun hat die Regierung Panik bekommen, da sie davon ausgehen muss, dass Mothra die Cosmos suchen wird. Da die Cosmos in Tokio sind, weiß niemand wie viel Schaden Mothra anrichten wird. Doch als Andoh erkennt, dass er Mist gebaut hat, entschließt er sich die Cosmos zurückzugeben, daraus wird nichts, denn Takuya hat inzwischen die beiden Feen geklaut und will sie teuer an jemanden verkaufen. Die beiden Feen rufen mit ihrem Gesang Mothra herbei, die sich auf dem Weg nach Tokio macht. Nichts kann Mothra stoppen, doch Masako hat nicht nur ihre kleine Tochter dabei, sondern jetzt auch Miki, die mit ihren telepathischen Fähigkeiten die beiden Cosmos singen hören kann.
Die drei finden nicht nur die Feenzwillinge in einem Hotel, sondern auch Takuya, der nun bereut was er getan hat. Mohtra nähert sich nun dem Hotel und will die beiden befreien, doch die Cosmos erzählen Mothra, dass sie sich keine Sorgen machen muss. Sie macht sich dann auf dem Weg in Richtung des Parlamentsgebäudes und spinnt sich dort in einem Kokon ein.
Wenig später steigt Godzilla aus dem ausbrechenden Vulkan Fujisan empor und macht sich auf den Weg nach Tokio. Genau zu diesem Zeitpunkt schlüpft die ausgewachsene Mothra aus dem Kokon, die nicht in Richtung Godzillas fliegt, sondern zu Battra, der ebenfalls noch am Leben ist. Zeitgleich versucht die Armee Godzilla mit neuen Panzern zu verjagen, doch Godzilla braucht nicht lange um sie auszuschalten.
Die drei Monster treffen sich schließlich in Yokohama und liefern sich einen harten Kampf, bei dem sich Battra am Ende entschließt auf Mothras Seite zu kämpfen, wird aber dennoch von Godzilla besiegt.
Als Godzilla und Battra in die Tiefen des Pazifischen Ozeans stürzen, kehrt wieder Frieden ein.
Takuya und Masako beschließen, dass sie es noch einmal miteinander versuchen. Zuletzt winken sie dem Generalstab, sowie den Cosmos und Mothra zu, die sich auf dem Weg ins All machen.

## Auszeichnungen
Für die Filmmusik wurde Akira Ifukube 1995 für einen Japanese Academy Award für die beste Filmmusik nominiert.

## Rezeption
Das Budget für diesen Film war 4,2 Millionen US-Dollar. Das Einspielergebnis betrug rund 20 Millionen US-Dollar.

Der Film bekam überwiegend positive Kritik, so bewerteten die Kritiker den Film zu 75 Prozent positiv auf der Webseite Rotten Tomatoes. Das Publikum bewertete den Film zu 61 Prozent positiv.

„Ereignisreicher Monsterfilm, der lustvoll-plakativ, hemmungslos kitschig, aber auch überraschend subtil vertraute Stil- und Handlungselemente zu einem Kintopp-Abenteuer mit ökologiekritischen Ansätzen aufbereitet.“